# باشگاه فوتبال زسکا خاباروفسک
باشگاه فوتبال زسکا خاباروفسک (روسی: Футбольный клуб СКА-Хабаровск)  یک باشگاه فوتبال نظامی در شهر خاباروفسکدر کشور روسیه است. این باشگاه در لیگ ملی فوتبال روسیه بازی می‌کند. این باشگاه در سال ۱۹۴۶ تأسیس شده است. Lenin Stadium محل برگزاری بازی‌های خانگی این باشگاه است.

## تاریخچه
این باشگاه از گذشته تاکنون با نام های مختلفی شناخته می شود.
- DKA (−1953)
- ODO (1954)
- DO (1955–56)
- OSK (1957)
- SKVO (1957–59)
- SKA (1960–99)
- SKA-Energia (1999–2016)
- SKA-Khabarovsk (2016–)

این باشگاه از سال 1957 در مسابقات قهرمانی اتحاد جماهیر شوروی شرکت کرده است. بهترین نتیجه SKA در لیگ اول اتحاد جماهیر شوروی مقام ششم در سال 1980 بود و بهترین نتیجه آنها در دسته اول روسیه مقام چهارم در سالهای 2012-2013 بود. این باعث شد آنها در مرحله پلی آف مقابل FC روستوف ، مقام سیزدهم RPL را کسب کنند ، اما آنها در مجموع 3–0 شکست خوردند و شانس خود را برای رقابت در مسابقات برتر از دست دادند.